# Final da Copa do Mundo FIFA de 2022
A final da Copa do Mundo da FIFA de 2022 foi a partida final da Copa do Mundo de 2022, a 22.ª edição da competição da FIFA para as seleções masculinas de futebol. A partida ocorreu no Estádio Icônico de Lusail em Lusail, Catar, no dia 18 de dezembro de 2022, no dia nacional do Catar, sendo disputada pela Argentina e pela França, campeã da Copa de 2018, ambas buscando o tricampeonato. A Argentina foi a vencedora.
A partida foi considerada a melhor final da história da Copa do Mundo pelo portal UOL, o jornal espanhol Marca, os portais de notícias norte-americanos CNN e Fox Sports, o jornal italiano Corriere dello Sport, e o portal de notícias britânico BBC.

## Contexto
Foi a 22.ª edição da Copa do Mundo, competição quadrienal de futebol para seleções nacionais da FIFA, realizada no Catar entre 20 de novembro e 18 de dezembro de 2022. O Catar se classificou automaticamente como anfitrião do torneio, enquanto 206 times competiram pelo restante 31 vagas nas eliminatórias organizadas pelas seis confederações da FIFA e realizadas entre junho de 2019 e junho de 2022. Nas finais, as equipes foram divididas em oito grupos de quatro, com cada equipe jogando entre si uma vez no formato round-robin. As duas melhores equipes de cada grupo avançaram para a fase eliminatória. A atual campeã da Copa do Mundo de 2018 foi a França, que fez esta a primeira vez desde a final de 2002 em que uma seleção disputou duas finais consecutivas, e a primeira desde 1998, onde os campeões se classificaram para a final seguinte.

A Argentina já havia vencido a Copa do Mundo duas vezes antes, em 1978 e 1986. Eles também terminaram como finalistas perdedores três vezes, em 1930, 1990 e 2014. Após a derrota na final de 2014, eles perderam duas finais consecutivas da Copa América para o Chile, em 2015 e 2016. Após uma série de desempenhos decepcionantes na Rússia, onde perdeu para a eventual campeã França na primeira rodada da fase eliminatória, e para o Brasil, na Copa América de 2019 onde terminou em terceiro, o recém-nomeado técnico Lionel Scaloni levou a Argentina ao seu primeiro título em 28 anos, com a Argentina vencendo o Brasil por 1 a 0 na Copa América de 2021, entregando ao capitão Lionel Messi seu primeiro título com a Argentina. Depois de vencer a Finalíssima de 2022, derrotando a campeã europeia Itália por 3 a 0, a Argentina entrou no Catar como uma das favoritas à vitória.

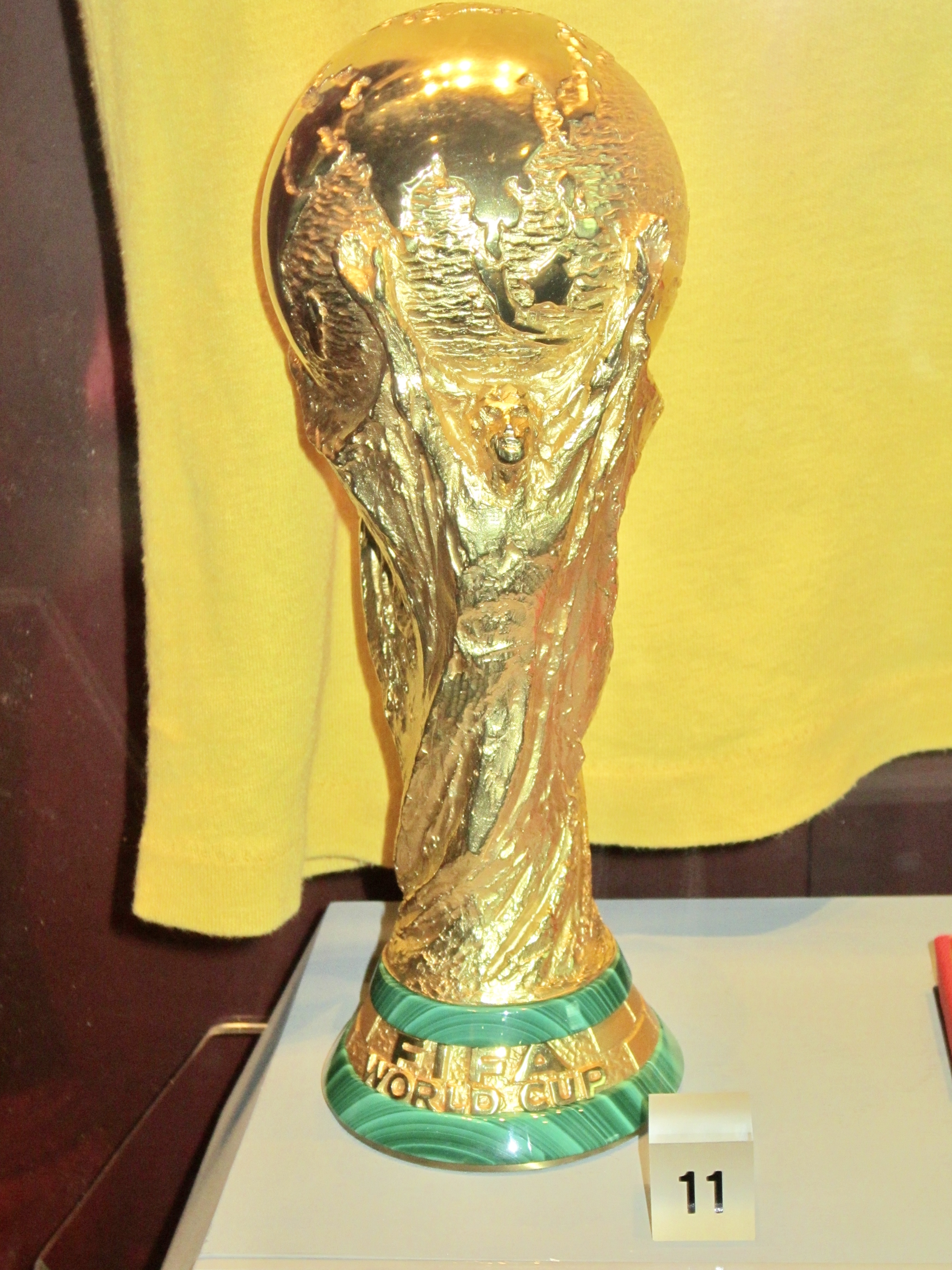
Troféu da Copa do Mundo FIFA, entregue desde 1974.

Didier Deschamps quer se tornar o segundo técnico a conquistar dois títulos da Copa do Mundo da FIFA, depois de Vittorio Pozzo com a Itália em 1934 e 1938. Tendo vencido o torneio de 1998 como jogador, Deschamps também busca se tornar a terceira pessoa a conquistar três títulos da Copa do Mundo da FIFA, depois de Pelé (todos como jogador) e Mário Zagallo (dois como jogador, um como técnico).
A bola para as semifinais da Copa do Mundo FIFA 2022, jogo do terceiro lugar e final foi anunciada em 11 de dezembro de 2022. É uma variação do Adidas Al Rihla chamado Adidas Al-Hilm, que significa 'O Sonho' em árabe, uma referência ao sonho de todas as nações de erguer a Copa do Mundo da FIFA. Embora os aspectos técnicos da bola sejam os mesmos, a cor é diferente das bolas do Al-Rihla usadas na fase de grupos e nas eliminatórias anteriores, com um design Gold Metallic, marrom, Collegiate Burgundy e vermelho, uma referência as cores do Catar, nação anfitriã, e as cores douradas compartilhadas pelo Lusail Stadium, palco da final, e pelo Troféu da Copa do Mundo da FIFA. É a quinta bola especial para as finais da Copa do Mundo da FIFA, depois de +Teamgeist Berlin, Jo'bulani, Brazuca Final Rio e Telstar Mechta.

## Local
A final foi realizada no Estádio Nacional de Lusail em Lusail, localizado a cerca 15 quilomêtros ao norte do centro da cidade de Doha. O estádio foi planejado para sediar a final como parte da candidatura do Qatar à Copa do Mundo, e foi confirmado como o local da final em 15 de julho de 2020. O estádio também recebeu outras nove partidas, sendo seis na fase de grupos e três outras eliminatórias.
O Estádio Icônico de Lusail, de propriedade da Associação de Futebol do Catar, foi construído como parte da candidatura vencedora do Qatar para a Copa do Mundo. O estádio foi projetado pelo escritório britânico Foster + Partners and Populous, apoiado pela MANICA Architecture . O estádio será resfriado usando energia solar e terá uma pegada de carbono zero. A construção começou em abril de 2017, e foi planejada para terminar em 2020. No entanto, a conclusão do estádio foi adiada, com a construção terminando em novembro de 2021. O estádio teve sua primeira partida em 9 de setembro de 2022 com o jogo Lusail Super Cup, depois do esperado.

## Dignitários presentes
- Tamim bin Hamad Al Thani, emir do Qatar
- Emmanuel Macron, presidente da França[28]
- Presidente da FIFA – Gianni Infantino e todos os membros do Conselho da FIFA.

## Caminho até a final
| Pos | Equipe         | Pts | J | V | E | D | GP | GC | SG | Classificado      |
| --- | -------------- | --- | - | - | - | - | -- | -- | -- | ----------------- |
| 1   | Argentina      | 6   | 3 | 2 | 0 | 1 | 5  | 2  | +3 | Fase eliminatória |
| 2   | Polónia        | 4   | 3 | 1 | 1 | 1 | 2  | 2  | 0  | Fase eliminatória |
| 3   | México         | 4   | 3 | 1 | 1 | 1 | 2  | 3  | −1 | Eliminado         |
| 4   | Arábia Saudita | 3   | 3 | 1 | 0 | 2 | 3  | 5  | −2 | Eliminado         |

| Pos | Equipe    | Pts | J | V | E | D | GP | GC | SG | Classificado      |
| --- | --------- | --- | - | - | - | - | -- | -- | -- | ----------------- |
| 1   | França    | 6   | 3 | 2 | 0 | 1 | 6  | 3  | +3 | Fase eliminatória |
| 2   | Austrália | 6   | 3 | 2 | 0 | 1 | 3  | 4  | −1 | Fase eliminatória |
| 3   | Tunísia   | 4   | 3 | 1 | 1 | 1 | 1  | 1  | 0  | Eliminado         |
| 4   | Dinamarca | 1   | 3 | 0 | 1 | 2 | 1  | 3  | −2 | Eliminado         |

### Final
A partida foi o décimo terceiro confronto entre as duas equipes, sendo que a Argentina venceu 6 delas e perdeu 3 e outras três partidas terminaram em empate. As duas equipes se enfrentaram três vezes em partidas da Copa do Mundo e duas delas aconteceram na fase de grupos com a Argentina vencendo as duas vezes: 1–0 em 1930 (sua estreia em uma Copa do Mundo) e 2–1 em 1978. Na última Copa do Mundo, o encontro teve a França vencendo a Argentina por 4–3 nas oitavas de final da Copa do Mundo da FIFA 2018.
| 18 de dezembro          | Argentina                             | 3 - 3 (pro) | França                              | Estádio Nacional de Lusail, Lusail            |
| 18:00 (UTC+3) Histórico | Messi 23' (pen.), 108' · Di Maria 36' | Relatório   | Mbappé 80' (pen.), 81', 118' (pen.) | Público: 88 966 Árbitro: POL Szymon Marciniak |

|                              |       | Penalidades                        |  |
| Messi Dybala Paredes Montiel | 4 – 2 | Mbappé Coman Tchouaméni Kolo Muani |  |

| 0 | Argentina | França | 0 |

| G              | 23 | Emiliano Martínez   | 120+5' |        |
| LD             | 26 | Nahuel Molina       |        | 91'    |
| Z              | 13 | Cristian Romero     |        |        |
| Z              | 19 | Nicolás Otamendi    |        |        |
| LE             | 3  | Nicolás Tagliafico  |        | 120+1' |
| M              | 24 | Enzo Fernández      | 45+7'  |        |
| M              | 7  | Rodrigo De Paul     |        | 102'   |
| M              | 20 | Alexis Mac Allister |        | 116'   |
| PD             | 10 | Lionel Messi        |        |        |
| A              | 9  | Julián Álvarez      |        | 102'   |
| PE             | 11 | Ángel Di María      |        | 64'    |
| Substitutions: |    |                     |        |        |
| M              | 8  | Marcos Acuña        | 90+8'  | 64'    |
| Z              | 4  | Gonzalo Montiel     | 116'   | 91'    |
| M              | 5  | Leandro Paredes     | 114'   | 102'   |
| A              | 22 | Lautaro Martínez    |        | 102'   |
| Z              | 6  | Germán Pezzella     |        | 116'   |
| A              | 21 | Paulo Dybala        |        | 120+1' |
| Técnico:       |    |                     |        |        |
| Lionel Scaloni |    |                     |        |        |

| G                | 1  | Hugo Lloris         |       |        |
| LD               | 5  | Jules Koundé        |       | 120+1' |
| Z                | 4  | Raphaël Varane      |       | 113'   |
| Z                | 18 | Dayot Upamecano     |       |        |
| LE               | 22 | Theo Hernández      |       | 71'    |
| V                | 8  | Aurélien Tchouaméni |       |        |
| V                | 14 | Adrien Rabiot       | 55'   | 96'    |
| A                | 11 | Ousmane Dembélé     |       | 41'    |
| M                | 7  | Antoine Griezmann   |       | 71'    |
| A                | 10 | Kylian Mbappé       |       |        |
| A                | 9  | Olivier Giroud      | 90+5' | 41'    |
| Substitutions:   |    |                     |       |        |
| A                | 12 | Randal Kolo Muani   |       | 41'    |
| A                | 26 | Marcus Thuram       | 87'   | 41'    |
| A                | 20 | Kingsley Coman      |       | 71'    |
| M                | 25 | Eduardo Camavinga   |       | 71'    |
| M                | 13 | Youssouf Fofana     |       | 96'    |
| Z                | 24 | Ibrahima Konaté     |       | 113'   |
| Z                | 3  | Axel Disasi         |       | 120+1' |
| Técnico:         |    |                     |       |        |
| Didier Deschamps |    |                     |       |        |

| Homem do Jogo: Lionel Messi Bandeirinhas: Paweł Sokolnicki Tomasz Listkiewicz Quarto árbitro: Ismail Elfath Quinta árbitra: Kathryn Nesbitt Árbitro assistente de vídeo: Tomasz Kwiatkowski Árbitros assistentes de árbitro de vídeo: Juan Soto Kyle Atkins Fernando Guerrero |

Regulamento
- 90 minutos.
- 30 minutos de prorrogação caso haja empate no tempo normal.
- Persistindo o empate, o vencedor será decidido nas penalidades máximas.
- Doze jogadores substitutos.
- Máximo de cinco substituições, com uma sexta sendo permitida em caso de prorrogação.

## Pós-jogo
A Argentina conquistou seu terceiro título da Copa do Mundo da FIFA, atrás apenas dos cinco títulos do Brasil e dos quatro títulos da Itália e da Alemanha. O capitão da Argentina, Lionel Messi, foi eleito o melhor em campo, e ganhou o prêmio Bola de Ouro como o melhor jogador do torneio, tornando-se o primeiro jogador a ganhar o prêmio duas vezes.
Ele também ganhou o prêmio Chuteira de Prata com o segundo maior número de gols no torneio. A aparição de Messi também significou que ele ultrapassou Lothar Matthäus como o jogador com mais participações na Copa do Mundo. A partida foi a terceira final da Copa do Mundo da FIFA a ser decidida na disputa de pênaltis, depois de 1994 e 2006, a última das quais a França também perdeu. Os seis gols na final elevaram o total de gols marcados no torneio ao recorde de 172, superando os 171 gols marcados em 1998 e 2014.
O francês Kylian Mbappé se tornou o segundo jogador a marcar um hat-trick em uma final de Copa do Mundo masculina, após Geoff Hurst pela Inglaterra em 1966. Com seus três gols, ele ultrapassou Messi para ganhar o prêmio Chuteira de Ouro como o artilheiro do torneio com oito gols, e também foi premiado com a Bola de Prata como o segundo melhor jogador da Copa do Mundo.